# Мартинці Михоляцькі
45°46′ пн. ш. 17°55′ сх. д. / 45.77° пн. ш. 17.91° сх. д.
Мартинці Михоляцькі (хорв. Martinci Miholjački) — населений пункт у Хорватії, в Осієцько-Баранській жупанії у складі громади Подравська Мославина.

## Населення
Населення за даними перепису 2011 року становило 37 осіб.
Динаміка чисельності населення поселення:

## Клімат
Середня річна температура становить 11,27 °C, середня максимальна – 25,50 °C, а середня мінімальна – -5,70 °C. Середня річна кількість опадів – 681 мм.
| Клімат поселення                              | Клімат поселення | Клімат поселення | Клімат поселення | Клімат поселення | Клімат поселення | Клімат поселення | Клімат поселення | Клімат поселення | Клімат поселення | Клімат поселення | Клімат поселення | Клімат поселення | Клімат поселення |
| Показник                                      | Січ.             | Лют.             | Бер.             | Квіт.            | Трав.            | Черв.            | Лип.             | Серп.            | Вер.             | Жовт.            | Лист.            | Груд.            |                  |
| Середній максимум, °C                         | 5,86             | 7,98             | 12,49            | 17,24            | 22,68            | 25,50            | 25,20            | 24,68            | 20,28            | 14,96            | 9,22             | 5,06             |                  |
| Середня температура, °C                       | 0,08             | 2,20             | 6,70             | 11,41            | 16,89            | 19,72            | 21,68            | 21,18            | 16,78            | 11,42            | 5,71             | 1,50             |                  |
| Середній мінімум, °C                          | −5,7             | −3,58            | 0,90             | 5,65             | 11,10            | 13,92            | 18,16            | 17,64            | 13,23            | 7,91             | 2,18             | −1,98            |                  |
| Норма опадів, мм                              | 41               | 37               | 39               | 53               | 66               | 86               | 63               | 65               | 55               | 57               | 67               | 52               |                  |
| Середньомісячна швидкість вітру, м/с          | 2.30             | 2.52             | 2.80             | 2.70             | 2.40             | 2.22             | 2.20             | 2.00             | 2.00             | 2.04             | 2.20             | 2.32             |                  |
| Середньомісячна сонячна радіація, кДж/м²·день | 4093             | 6844             | 10801            | 15333            | 19374            | 21520            | 22310            | 19908            | 14740            | 9120             | 4649             | 3412             |                  |
| --------------------------------------------- | ---------------- | ---------------- | ---------------- | ---------------- | ---------------- | ---------------- | ---------------- | ---------------- | ---------------- | ---------------- | ---------------- | ---------------- | ---------------- |
| Джерело:                                      |                  |                  |                  |                  |                  |                  |                  |                  |                  |                  |                  |                  |                  |